# Георги Агафонов
Георги Симеонов Агафонов (р. 1961 г.) е български предприемач и политик. През 90-те е в управлението на банка „Славяни“. Народен представител в XXXVIII народно събрание (1997 – 2001). Собственик на телевизии „7 дни“ (от 2005 „7 дни ТВ“), „Вяра“, „Здраве“, „Джипси ТВ“.

## Банка „Славяни“
В началото на 90-те години на 20. век Агафонов е основен акционер и участва в управлението на банка „Славяни“. През 1996 година БНБ поставя „Славяни“ под особен надзор заедно с осем други банки. Агафонов е обвинен от прокуратурата заради отпуснати от банката необезпечени кредити. Агафонов твърди, че при събирането на кредитите на банка „Славяни“ са взимали контрола над определени фирми с цел да запазят имуществото на банката.

## Народен представител в XXXVIII народно събрание
Влиза в парламента като водач на листата на Българския бизнес блок в 27-и Старозагорски многомандатен избирателен район. На 5 септември 1997 г. напуска групата на БББ, с което тя престава да съществува поради правилото изискващо групите да бъдат съставени от минимум 10 члена. Причина която Агафонов посочва за напускането си е несъгласие с нарушаването на устава на БББ и на правилника за работа на парламентарната група на партията.

## Агент на Държавна сигурност
С решение от 4 септември 2007 г. Комисията за досиетата разкрива, че Георги Агафонов става агент на Държавна сигурност през октомври 1980 г. и сътрудничи под псевдонима Здравков към Управление 03-ДС, отдел 10, отделение 04. Снет е от действащия оперативен отчет през 1982 г. Досието му е унищожено с протокол през 1990 г.

## Други
На 27 септември 1997 г. с мерцедеса си претърпява пътнотранспортно произшествие, при което загива човек. Агафонов е обвинен в убийство по непрадпазливост, но през 2004 г. е оправдан. Софийският градски съд решава, че виновен е другият участник в катастрофата, тъй като е карал в пияно състояние.